# Đội tuyển bóng đá nữ quốc gia Canada
Đội tuyển bóng đá nữ quốc gia Canada (tiếng Anh: Canada women's national soccer team; tiếng Pháp: Équipe du Canada féminine de soccer) là đội tuyển cấp quốc gia của Canada do Hiệp hội bóng đá Canada quản lý.
Đội đã lọt vào Giải vô địch bóng đá nữ thế giới 2003, để thua trong trận tranh huy chương đồng trước Hoa Kỳ. Canada đã vượt qua vòng loại Olympic vào năm 2008, lọt vào tứ kết. Canada là đội giành huy chương vàng Olympic, chiến thắng hai lần tại CONCACAF Women's Championship, hai lần đoạt huy chương đồng Olympic vào các năm 2012 khi họ đã đánh bại Pháp 1–0 tại Coventry và 2016, sau khi đánh bại chủ nhà Brasil 2–1 tại São Paulo.

## Thành tích tại các giải đấu

### Giải vô địch bóng đá nữ thế giới
| Năm  | Thành tích               | Thứ hạng                 | Trận                     | Thắng                    | Hòa                      | Thua                     | Bàn thắng                | Bàn thua                 |
| ---- | ------------------------ | ------------------------ | ------------------------ | ------------------------ | ------------------------ | ------------------------ | ------------------------ | ------------------------ |
| 1991 | Không vượt qua vòng loại | Không vượt qua vòng loại | Không vượt qua vòng loại | Không vượt qua vòng loại | Không vượt qua vòng loại | Không vượt qua vòng loại | Không vượt qua vòng loại | Không vượt qua vòng loại |
| 1995 | Vòng 1                   | 10/12                    | 3                        | 0                        | 1                        | 2                        | 5                        | 13                       |
| 1999 | Vòng 1                   | 12/16                    | 3                        | 0                        | 1                        | 2                        | 3                        | 12                       |
| 2003 | Hạng tư                  | 4/16                     | 6                        | 3                        | 0                        | 3                        | 10                       | 10                       |
| 2007 | Vòng 1                   | 9/16                     | 3                        | 1                        | 1                        | 1                        | 7                        | 4                        |
| 2011 | Vòng 1                   | 16/16                    | 3                        | 0                        | 0                        | 3                        | 1                        | 7                        |
| 2015 | Tứ kết                   | 6/24                     | 5                        | 2                        | 2                        | 1                        | 4                        | 3                        |
| 2019 | Vòng 2                   | 11/24                    | 4                        | 2                        | 0                        | 2                        | 4                        | 3                        |
| 2023 | Vòng 1                   | 21/32                    | 3                        | 1                        | 1                        | 1                        | 2                        | 5                        |
| Tổng | 8/9                      | 1 lần hạng tư            | 30                       | 9                        | 6                        | 15                       | 36                       | 57                       |

### Thế vận hội Mùa hè
| Năm       | Thành tích               | Trận                     | Thắng                    | Hòa                      | Thua                     | Bàn thắng                | Bàn thua                 |
| --------- | ------------------------ | ------------------------ | ------------------------ | ------------------------ | ------------------------ | ------------------------ | ------------------------ |
| 1996      | Không vượt qua vòng loại | Không vượt qua vòng loại | Không vượt qua vòng loại | Không vượt qua vòng loại | Không vượt qua vòng loại | Không vượt qua vòng loại | Không vượt qua vòng loại |
| 2000      | Không vượt qua vòng loại | Không vượt qua vòng loại | Không vượt qua vòng loại | Không vượt qua vòng loại | Không vượt qua vòng loại | Không vượt qua vòng loại | Không vượt qua vòng loại |
| 2004      | Không vượt qua vòng loại | Không vượt qua vòng loại | Không vượt qua vòng loại | Không vượt qua vòng loại | Không vượt qua vòng loại | Không vượt qua vòng loại | Không vượt qua vòng loại |
| 2008      | Tứ kết                   | 4                        | 1                        | 1                        | 2                        | 5                        | 6                        |
| 2012      | Huy chương đồng          | 6                        | 3                        | 1                        | 2                        | 12                       | 8                        |
| 2016      | Huy chương đồng          | 6                        | 5                        | 0                        | 1                        | 10                       | 5                        |
| 2020      | Huy chương vàng          | 6                        | 2                        | 4                        | 0                        | 6                        | 4                        |
| 2024      | Tứ kết                   | 4                        | 3                        | 1                        | 0                        | 5                        | 2                        |
| Tổng cộng | 5/8                      | 26                       | 14                       | 7                        | 5                        | 38                       | 25                       |

### Giải vô địch bóng đá nữ CONCACAF
| Năm  | Thành tích     | Trận           | Thắng          | Hòa            | Thua           | Bàn thắng      | Bàn thua       |
| ---- | -------------- | -------------- | -------------- | -------------- | -------------- | -------------- | -------------- |
| 1991 | Á quân         | 5              | 4              | 0              | 1              | 23             | 5              |
| 1993 | Hạng ba        | 3              | 1              | 1              | 1              | 4              | 1              |
| 1994 | Á quân         | 4              | 3              | 0              | 1              | 18             | 6              |
| 1998 | Vô địch        | 5              | 5              | 0              | 0              | 42             | 0              |
| 2000 | Hạng tư        | 5              | 2              | 0              | 3              | 20             | 12             |
| 2002 | Á quân         | 5              | 4              | 0              | 1              | 26             | 3              |
| 2006 | Á quân         | 2              | 1              | 0              | 1              | 5              | 2              |
| 2010 | Vô địch        | 5              | 5              | 0              | 0              | 17             | 0              |
| 2014 | Không được mời | Không được mời | Không được mời | Không được mời | Không được mời | Không được mời | Không được mời |
| 2018 | Á quân         | 5              | 4              | 0              | 1              | 24             | 3              |
| 2022 | Á quân         | 5              | 4              | 0              | 1              | 12             | 1              |
| Tổng | 10/11          | 44             | 33             | 1              | 10             | 191            | 33             |

### Đại hội Thể thao Liên châu Mỹ
| Năm  | Thành tích | Trận    | Thắng   | Hòa     | Thua    | Bàn thắng | Bàn thua |
| ---- | ---------- | ------- | ------- | ------- | ------- | --------- | -------- |
| 1999 | Hạng tư    | 6       | 3       | 2       | 1       | 16        | 9        |
| 2003 | Á quân     | 4       | 2       | 0       | 2       | 8         | 10       |
| 2007 | Hạng ba    | 6       | 4       | 0       | 2       | 25        | 11       |
| 2011 | Vô địch    | 5       | 3       | 2       | 0       | 7         | 3        |
| 2015 | Hạng tư    | 5       | 1       | 0       | 4       | 6         | 9        |
| 2019 | Bỏ cuộc    | Bỏ cuộc | Bỏ cuộc | Bỏ cuộc | Bỏ cuộc | Bỏ cuộc   | Bỏ cuộc  |
| Tổng | 5/5        | 26      | 13      | 4       | 9       | 62        | 42       |

## Danh hiệu
- Giải vô địch bóng đá nữ CONCACAF

 Champion (2): 1998, 2010
- Bóng đá nữ tại Olympic

 Huy chương vàng (1): 2020
 Huy chương bạc (2): 2012, 2016

## Thành phần ban huấn luyện
| Chức vụ                 | Tên              |
| ----------------------- | ---------------- |
| Huấn luyện viên         | Bev Priestman    |
| Trợ lý huấn luyện viên  | Richie Kyle      |
| Trợ lý huấn luyện viên  | Melissa Tancredi |
| Huấn luyện viên thủ môn | Michael Norris   |
| Nhà phân tích hiệu suất | Jasmine Mander   |

Nguồn: 

## Cầu thủ
- Đội hình 26 cầu thủ được triệu tập cho FIFA Women's World Cup 2023.[7]
- Số lần ra sân và số bàn thắng được cập nhật ngày 31 tháng 7 năm 2023 sau trận đấu với  Úc.

| Số | VT | Cầu thủ            | Ngày sinh (tuổi)  | Trận | Bàn | Câu lạc bộ        |
| -- | -- | ------------------ | ----------------- | ---- | --- | ----------------- |
| 1  | TM | Kailen Sheridan    | 16 tháng 7, 1995  | 38   | 0   | San Diego Wave    |
| 18 | TM | Sabrina D'Angelo   | 11 tháng 5, 1993  | 13   | 0   | Arsenal           |
| 22 | TM | Lysianne Proulx    | 17 tháng 4, 1999  | 0    | 0   | Torreense         |
|    |    |                    |                   |      |     |                   |
| 2  | HV | Allysha Chapman    | 25 tháng 1, 1989  | 99   | 2   | Houston Dash      |
| 3  | HV | Kadeisha Buchanan  | 5 tháng 11, 1995  | 134  | 4   | Chelsea           |
| 4  | HV | Shelina Zadorsky   | 24 tháng 10, 1992 | 90   | 4   | Tottenham Hotspur |
| 8  | HV | Jayde Riviere      | 22 tháng 1, 2001  | 40   | 1   | Manchester United |
| 10 | HV | Ashley Lawrence    | 11 tháng 6, 1995  | 120  | 8   | Chelsea           |
| 14 | HV | Vanessa Gilles     | 11 tháng 3, 1996  | 28   | 3   | Lyon              |
| 16 | HV | Gabrielle Carle    | 12 tháng 10, 1998 | 36   | 1   | Washington Spirit |
|    |    |                    |                   |      |     |                   |
| 5  | TV | Quinn              | 11 tháng 8, 1995  | 92   | 5   | OL Reign          |
| 7  | TV | Julia Grosso       | 29 tháng 8, 2000  | 53   | 3   | Juventus          |
| 13 | TV | Sophie Schmidt     | 28 tháng 6, 1988  | 224  | 20  | Houston Dash      |
| 17 | TV | Jessie Fleming     | 11 tháng 3, 1998  | 117  | 19  | Chelsea           |
| 21 | TV | Simi Awujo         | 23 tháng 9, 2003  | 6    | 0   | USC Trojans       |
|    |    |                    |                   |      |     |                   |
| 6  | TĐ | Deanne Rose        | 3 tháng 3, 1999   | 75   | 10  | Reading           |
| 9  | TĐ | Jordyn Huitema     | 8 tháng 5, 2001   | 67   | 16  | OL Reign          |
| 11 | TĐ | Evelyne Viens      | 6 tháng 2, 1997   | 21   | 4   | Kristianstads DFF |
| 12 | TĐ | Christine Sinclair | 12 tháng 6, 1983  | 326  | 190 | Portland Thorns   |
| 15 | TĐ | Nichelle Prince    | 19 tháng 2, 1995  | 91   | 13  | Houston Dash      |
| 19 | TĐ | Adriana Leon       | 2 tháng 10, 1992  | 99   | 29  | Manchester United |
| 20 | TĐ | Cloé Lacasse       | 7 tháng 7, 1993   | 22   | 1   | Arsenal           |
| 23 | TĐ | Olivia Smith       | 5 tháng 8, 2004   | 3    | 0   | Sporting CP       |

## Thống kê
In đậm: cầu thủ vẫn đang thi đấu.
Tính đến 6 tháng 8 năm 2021

### Ra sân nhiều nhất
| Thứ hạng | Tên                | Năm thi đấu | Số lần ra sân |
| -------- | ------------------ | ----------- | ------------- |
| 1        | Christine Sinclair | 2000–       | 307           |
| 2        | Diana Matheson     | 2003–2021   | 206           |
| 2        | Sophie Schmidt     | 2005–       | 208           |
| 4        | Rhian Wilkinson    | 2003–2017   | 181           |
| 5        | Desiree Scott      | 2010–       | 169           |
| 6        | Brittany Baxter    | 2002–2014   | 132           |
| 6        | Andrea Neil        | 1991–2007   | 132           |
| 8        | Charmaine Hooper   | 1986–2006   | 129           |
| 9        | Melissa Tancredi   | 2004–2017   | 125           |
| 10       | Erin McLeod        | 2002–       | 119           |

### Ghi bàn nhiều nhất
| Thứ hạng | Tên                | Năm thi đấu | Số lần ra sân | Số bàn thắng |
| -------- | ------------------ | ----------- | ------------- | ------------ |
| 1        | Christine Sinclair | 2000–       | 307           | 188          |
| 2        | Charmaine Hooper   | 1986–2006   | 129           | 71           |
| 3        | Silvana Burtini    | 1987–2003   | 77            | 38           |
| 4        | Kara Lang          | 2002–2010   | 92            | 34           |
| 5        | Janine Beckie      | 2015–       | 83            | 33           |
| 6        | Melissa Tancredi   | 2004–2017   | 125           | 27           |
| 7        | Andrea Neil        | 1991–2007   | 132           | 24           |
| 8        | Adriana Leon       | 2013–       | 77            | 23           |
| 9        | Diana Matheson     | 2003–2021   | 206           | 19           |
| 9        | Sophie Schmidt     | 2005–       | 208           | 19           |